# Calceolaria extensa
Calceolaria extensa är en toffelblomsväxtart som beskrevs av George Bentham. Calceolaria extensa ingår i släktet toffelblommor, och familjen toffelblomsväxter. Inga underarter finns listade i Catalogue of Life.